# Microterys praedator
Microterys praedator är en stekelart som beskrevs av Sugonjaev 1965. Microterys praedator ingår i släktet Microterys och familjen sköldlussteklar.
Artens utbredningsområde är:
- Afghanistan.
- Kazakstan.
- Tadzjikistan.
- Uzbekistan.

Inga underarter finns listade i Catalogue of Life.